# Régiment du service militaire adapté de la Guadeloupe
Le Régiment du Service Militaire Adapté de la Guadeloupe est une unité militaire dont la mission est l'insertion socioprofessionnelle des jeunes de 18 à 25 ans résidant dans l'archipel guadeloupéen ou à Saint-Martin.

## Historique
Le Service Militaire Adapté a été créé aux Antilles le 1er décembre 1961 sous la forme du Régiment Mixte des Antilles-Guyane. Chaque département ayant eu son propre groupement, celui de la Guadeloupe, le 2e groupement du RMAG s'installa dans la commune du Moule. À la suite de la dissolution du RMAG en juillet 1964, il devint alors le 2e Bataillon du Service Militaire Adapté. En juillet 1976 le 2e BSMA prit la dénomination de Régiment du Service Militaire Adapté de la Guadeloupe. La garde de l'étendard du 10e RAMa lui fut confiée. Le 24 mai 2013 le régiment reçu son propre drapeau.
1. Les Actions marquantes du RSMA

- 1967 : Construction aérodrome à Terre de Haut, ouverture route de la traversée dans Basse-Terre
- 1972 : Ouverture aérodrome Saint-Martin (piste 600 m)
- 1972 : Construction de la Marina de Basse-Terre
- 1981 : 1er Rallongement de la piste de Saint-Martin (Partie Française - Marigot) et création de la 2ème route sur l'ile de la Désirade
- 1985 : Prolongation de la piste de Grand-Case à Saint-Martin (piste 1200 m)
- 1985 : Passage de 5 cyclones en 40 jours, déploiement de 200 personnel du régiment en auto relève sur la période
- 2010 : Intervention humanitaire lors du séisme en Haïti

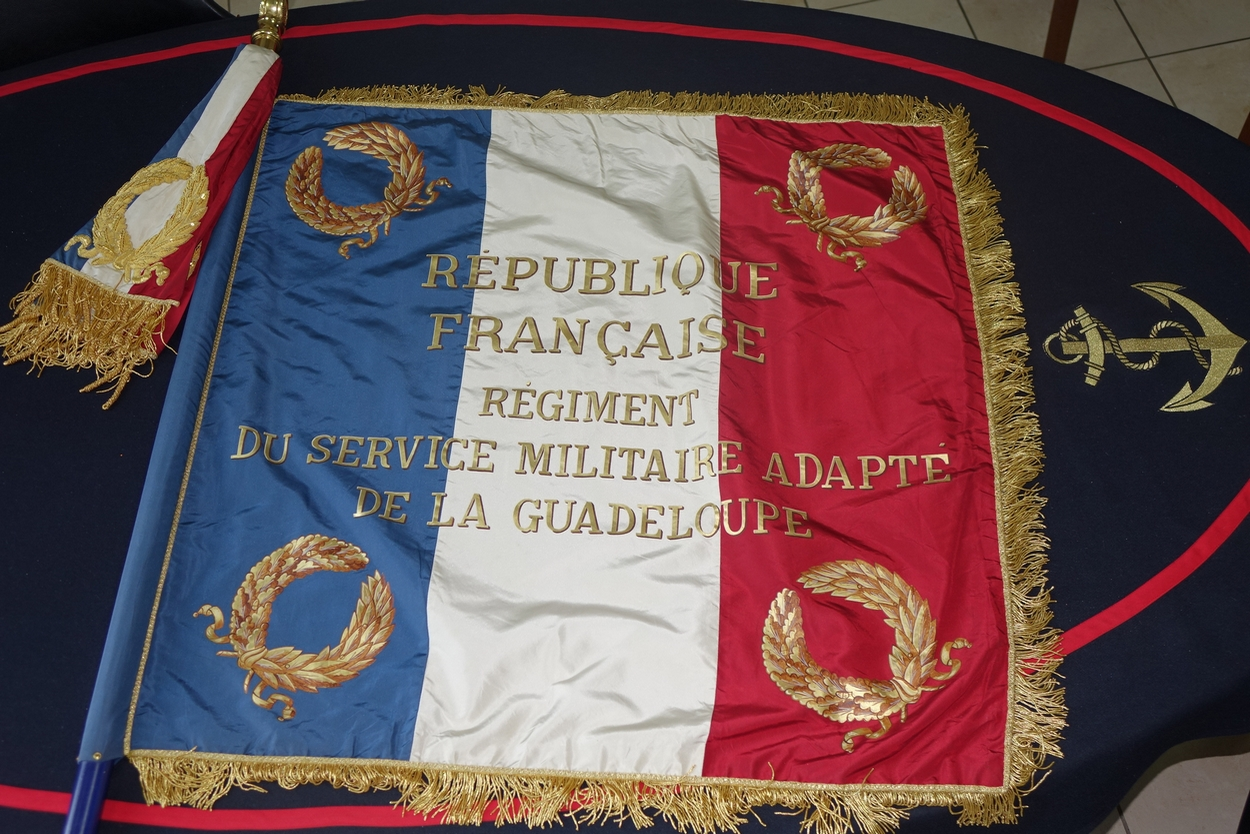

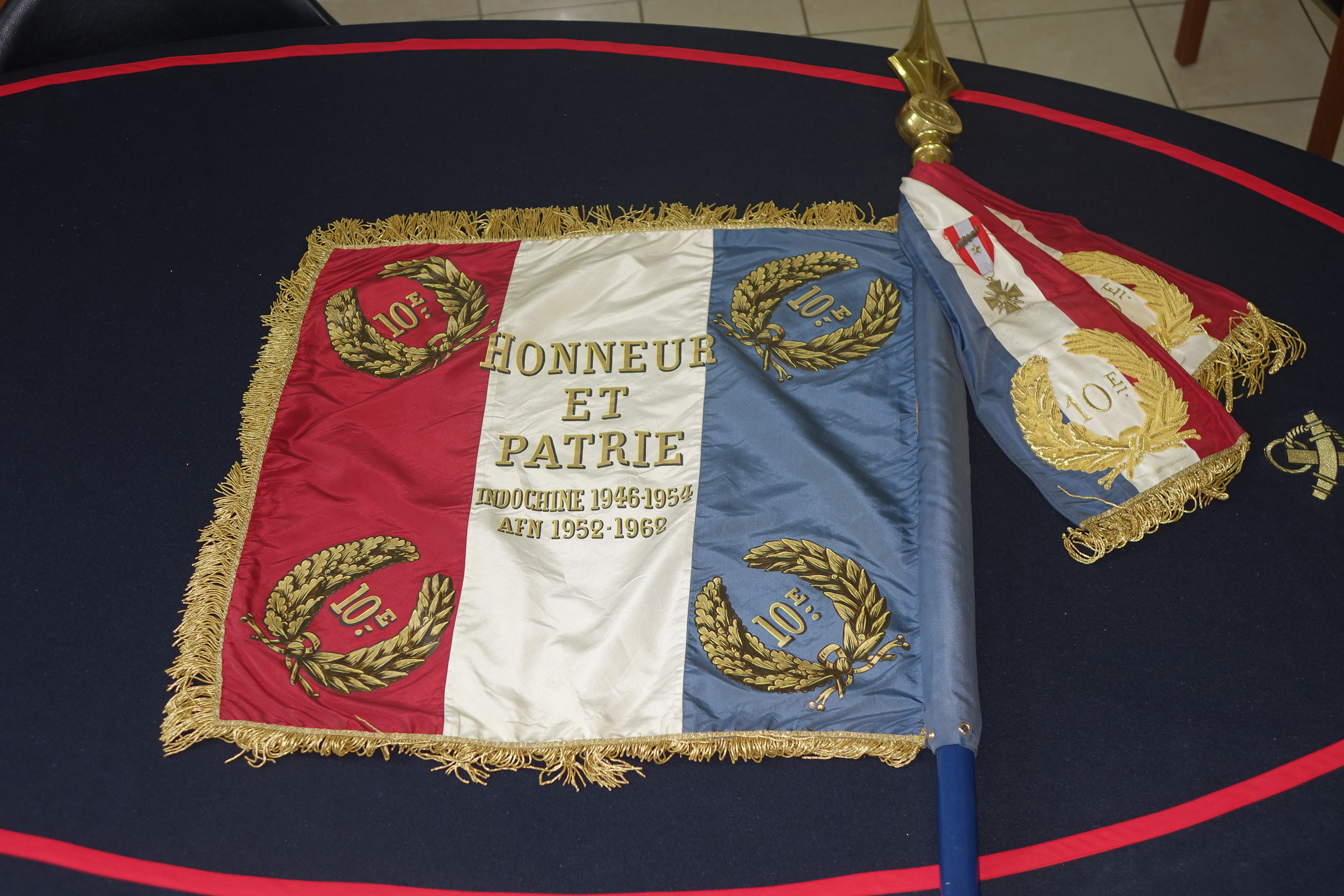

## Liste des Chefs de corps
- 1976 : Lieutenant-colonel PERRIER
- 1976 - 1979 : Lieutenant-colonel MARQUETTE
- 1979 - 1982 : Lieutenant-colonel PORTE
- 1982 - 1985 : Lieutenant-colonel VALAT
- 1985 - 1988 : Lieutenant-colonel MASSON
- 1988 - 1991 : Colonel LEFEVRE
- 1991 - 1994 : Lieutenant-colonel TONANNY
- 1994 - 1997 : Colonel LEPINE
- 1997 - 1999 : Colonel VIGUR
- 1999 - 2001 : Colonel REVERBERI (**)
- 2001 - 2003 : Colonel DEVUNS
- 2003 - 2005 : Colonel BEVILLARD
- 2005 - 2007 : Colonel LUCCITI (**)
- 2007 - 2009 : Colonel JAMME (**)
- 2009 - 2011 : Colonel PELOUX de REYDELLEY de CHAVAGNAC (***)
- 2011 - 2013 : Colonel MENTHONNEX
- 2013 - 2015 : Colonel DUBERN
- 2015 - 2017 : Colonel LE BALC'H
- 2017 - 2019 : Colonel PELLISSIER
- 2019 - 2021 : Colonel SANDEAU
- 2021 - 2023 : Colonel OUTTIER
- 2023 - ..... : Colonel NOBEL

N.B.: (**) général de brigade ; (***) général de division

## Organisation
Le régiment peut être mis à disposition du Commandement Supérieur des Forces armées des Antilles en cas de crise ou de catastrophe naturelle.
L'instruction militaire représente 30 % des activités mais l'encadrement se consacre essentiellement à la resocialisation par le travail et à la formation technique des volontaires du SMA dans 32 filières professionnelles :
- métiers du bâtiment
- de la terre (agriculture)
- du transport
- de la sécurité
- du bâtiment
- du transport routier
- de la bureautique
- de la restauration
- de la mécanique
- du tourisme
- du secteur tertiaire

Le RSMA de la Guadeloupe accueille aussi des volontaires afin qu'ils bénéficient d'une première expérience en travaillant au sein d'un service ou en encadrant les jeunes stagiaires dans un cadre militaire.

## Insignes

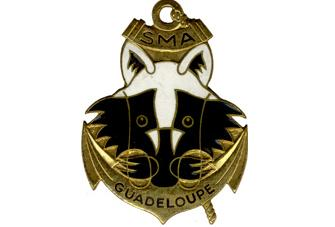

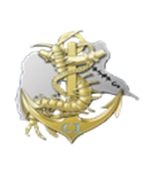

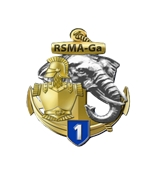

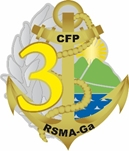

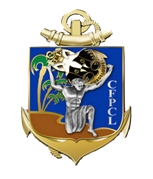